# Iglesia de San Pedro (Moscardón)
La Iglesia de San Pedro es una iglesia de Moscardón.

## Descripción
De estilo barroco, su planta es basilical, con tres naves de tres tramos separados por pilastras de orden corintio.